# Исхак (деревня)
Исхак (баш. Исхаҡ) — деревня в Янаульском районе Республики Башкортостан Российской Федерации. Входит в состав Новоартаульского сельсовета.

## География

### Географическое положение
Расстояние до:
- районного центра (Янаул): 27 км,
- центра сельсовета (Новый Артаул): 9 км,
- ближайшей ж/д станции (Янаул): 27 км.

## История
Деревня возникла до Великой Отечественной войны. По переписи 1920 года в деревне Искакова (Байтугай) было 30 дворов и 167 жителей (82 мужчины, 85 женщин), преобладали башкиры.
К 1926 году деревня была передана из Уральской области в состав Янауловской волости Бирского кантона Башкирской АССР.
В 1982 году население составляло около 60 человек.
В 1989 году — 29 человек (11 мужчин, 18 женщин).
В 2002 году — 25 человек (10 мужчин, 15 женщин), башкиры (96 %).
В 2010 году — 12 человек (6 мужчин, 6 женщин).

## Население
| 2002 | 2009 | 2010 |
| ---- | ---- | ---- |
| 25   | ↘15  | ↘12  |

## Известные уроженцы
- Салихов, Фанави Зикафович (р. 1957) — певец, артист Башкирского государственного театра оперы и балета, народный артист РБ (2003)